# Championnat de Tchécoslovaquie de football 1925-1926
Navigation
Saison précédente Saison suivante
La saison 1925-1926 du Championnat de Tchécoslovaquie de football est la 2e édition du championnat de première division en Tchécoslovaquie. Les douze meilleurs clubs du pays se retrouvent au sein d'une poule unique, la First League, où les formations s'affrontent deux fois, à domicile et à l'extérieur. À l'issue du championnat, pour faire passer le championnat de douze à huit clubs, les quatre derniers du classement sont relégués et il n'y a aucun club promu de II. Liga.
C'est le club du Sparta Prague qui termine en tête du classement du championnat, avec un seul point d'avance sur le tenant du titre, le SK Slavia Prague et quatre sur le FK Viktoria Žižkov. C'est le premier titre de champion de Tchécoslovaquie de l'histoire du club.

## Les clubs participants
| - FC Bohemians Prague - SK Cechie VIII - SK Cechie Karlin - Nuselsky SK - SK Slavoj Zizkov - Promu de II. Liga - SK Kladno - Promu de II. Liga - SK Liben - AFK Vrsovice - SK Meteor Prague VIII - FK Viktoria Žižkov - CAFC Vinohrady - SK Slavia Prague - AC Sparta Prague |

## Compétition

### Classement
Le barème utilisé pour établir le classement est le suivant :
- Victoire : 2 points
- Match nul : 1 point
- Défaite : 0 point

| Rang | Équipe               | Pts | J  | G  | N | P  | Bp  | Bc  | Diff |
| ---- | -------------------- | --- | -- | -- | - | -- | --- | --- | ---- |
| 1    | AC Sparta Prague     | 39  | 22 | 18 | 3 | 1  | 97  | 24  | +73  |
| 2    | SK Slavia Prague (T) | 38  | 22 | 18 | 2 | 2  | 112 | 25  | +87  |
| 3    | FK Viktoria Žižkov   | 35  | 22 | 16 | 3 | 3  | 91  | 31  | +60  |
| 4    | Nuselský SK          | 27  | 22 | 12 | 3 | 7  | 61  | 49  | +12  |
| 5    | CAFC Vinohrady       | 25  | 22 | 11 | 3 | 8  | 52  | 52  | 0    |
| 6    | AFK Vršovice         | 23  | 22 | 9  | 5 | 8  | 57  | 42  | +15  |
| 7    | SK Meteor Praha VIII | 22  | 22 | 10 | 2 | 10 | 65  | 76  | -11  |
| 8    | SK Kladno (P)        | 20  | 22 | 9  | 2 | 11 | 63  | 67  | -4   |
| 9    | Čechie Karlín        | 14  | 22 | 6  | 2 | 14 | 58  | 78  | -20  |
| 10   | SK Libeň             | 12  | 22 | 5  | 2 | 15 | 40  | 92  | -52  |
| 11   | SK Slavoj Žižkov (P) | 5   | 22 | 2  | 1 | 19 | 28  | 89  | -61  |
| 12   | SK Čechie VIII       | 4   | 22 | 1  | 2 | 19 | 23  | 122 | -99  |

|  | Champion de Tchécoslovaquie 1925-1926                |
|  | Relégation en II. Liga                               |
|  | (T) Tenant du titre (P) : Promu de deuxième division |

## Bilan de la saison
| Championnat de Tchécoslovaquie de football 1925-1926 |                              |
| Champion                                             | AC Sparta Prague (1er titre) |
| Coupes et trophées                                   |                              |
| Vainqueur de la Coupe de Tchécoslovaquie 1925-1926   | Non disputée                 |
| Promotions et relégations                            |                              |
| Promus en I. Liga                                    | Aucun                        |
| Relégués en II. Liga                                 | Cechie Karlin                |
| Relégués en II. Liga                                 | SK Liben                     |
| Relégués en II. Liga                                 | SK Slavoj Zizkov             |
| Relégués en II. Liga                                 | SK Cechie VIII               |